# Trigonotis procumbens
Trigonotis procumbens là loài thực vật có hoa trong họ Mồ hôi. Loài này được (Warb.) I.M. Johnst. miêu tả khoa học đầu tiên năm 1940.